# 문명소사
문명소사(文明小史)는 전체 회목이 60회에 달하는 이보가(리바이위안, 李伯元)의 대표적인 장편소설이다. 청일전쟁에서 패하고 잇달아 경자사변을 겪으면서 중화민족의 자존심에 큰 타격을 받은 청 정부가 새로운 정치와 새로운 학문을 내세워 근대화를 추진했던 때를 배경으로 한다. 소설에 등장하는 정부 관료들은 하나같이 부패하고 무능한데, 작가는 시대의 변화를 읽어 내지 못하고 여전히 구습에 얽매여 입으로만 ‘신정’, ‘신학’을 부르짖는 이들의 모습을 사실적으로 폭로하면서 질책과 비난도 아끼지 않는다. 근대로 전환하는 시대적 격변기에 가짜 문명인들이 이끄는 ‘근대화’ 과정에서 발생하는 소동과 어이없는 일화들이 옴니버스 식으로 구성되어 있다.
문명소사는 청대 말에 유행한 견책소설의 특징을 여실히 보여 준다. 작가가 견책소설이라는 장르를 빌려 당대 관리들만 질책하는 것은 아니다. 그는 시대의 변화에 둔한 백성들의 어리석음도 우회적으로 비난하고 있다. 무조건 서양인을 배척하는 태도, 문제를 이성적으로 해결하지 못하고 흥분해 일을 크게 벌이는 모습들이 풍자적으로 묘사되고 있다.